# Bafing (rzeka)

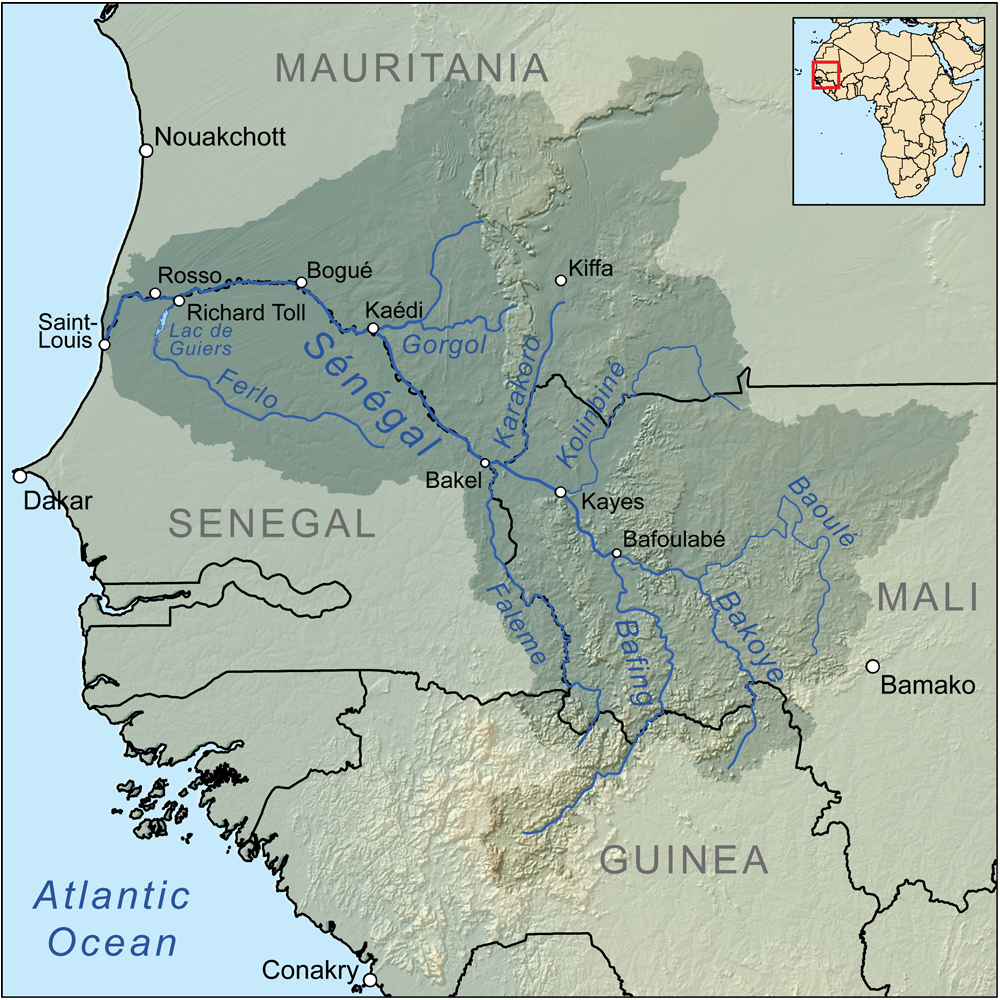
Mapa dorzecza Senegalu z zaznaczoną rzeką Bafing

Bafing – rzeka w zachodniej Afryce, w Gwinei i Mali. Bafing łącząc się z rzeką Bakoye daje początek Senegalowi.
Rzeka wypływa z wyżyny Futa Dżalon w środkowej Gwinei i płynie w kierunku północno-wschodnim, gdzie krótki odcinek rzeki tworzy fragment granicy gwinejsko-malijskiej. Na terenie Mali rzeka skręca w kierunku północnym i północno-zachodnim. W okolicach miasta Bafoulabé rzeka łączy się z Bakoye, formując rzekę Senegal.
Rzeka Bafing ma długość ok. 560 km i na całej swej długości jest nieżeglowna.